# Pythagorisme (Pythagoras)

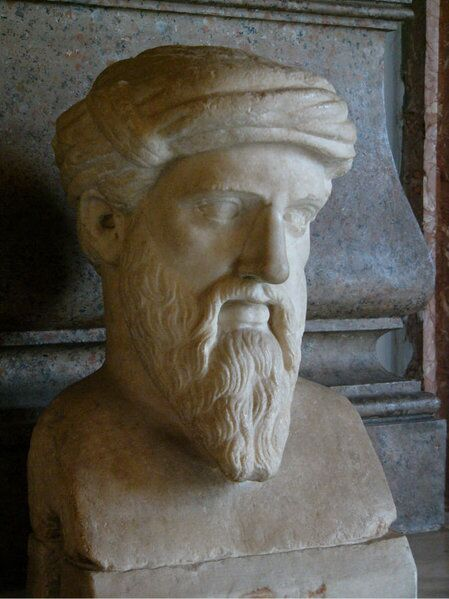
Pythagoras

Het pythagorisme was een stroming in de presocratische filosofie, die als een broederschap begon die door Pythagoras in Zuid-Italië werd gesticht. De leden volgden een reeks regels die reinheid beoogden en moesten een traject afleggen voordat inwijding in de belangrijkste leer mogelijk was. Geheimhouding was ook een verplichting, zodat geen geschriften van vroege pythagoreeërs zijn overgeleverd. Informatie komt vooral van (latere) buitenstaanders zoals Aristoteles. Diverse filosofen werden door de stroming beïnvloed, zoals Parmenides, Empedokles en Plato. Uit de bronnen blijkt dat naast muziekleer vooral getallenleer en geometrie belangrijk waren. Zo waren de stelling van Pythagoras en de platonische lichamen bekend. Daarnaast geloofde men in reïncarnatie en had men een vegetarisch dieet.
De heropleving van ideeën gelijkaardig aan die van de pythagoreërs wordt neopythagorisme genoemd.

## Pythagoreïsche natuurfilosofie
Het pythagoreïsche gedachtegoed werd door de wiskunde gedomineerd, maar bevatte ook veel mystieke elementen. Op het domein van de kosmologie bestaat er veel onenigheid over de opvattingen van Pythagoras zelf, maar de meeste geleerden nemen aan dat het pythagoreïsche idee van de overdracht van de ziel te fundamenteel binnen de stroming is om als een latere toevoeging te worden beschouwd door een van Pythagoras' volgelingen. Anderzijds is het echter onmogelijk om met zekerheid de precieze afkomst van het pythagoreïsche begrip van substantie te bepalen. Het lijkt dat de pythagoreïsche opvatting bij de opvattingen van Anaximander begint over de eerste oersubstantie van de dingen als apeiron, het 'onbepaalde'. De pythagoreërs stellen dat het 'onbepaalde' of 'onbegrensde' door 'begrenzing' vorm krijgt.
Pythagoras zelf liet geen geschriften na. De werken van Parmenides, Empedokles, Philolaus en Plato, allen beïnvloed door het pythagorisme, schetsen een divers beeld van het pythagorisme. Aristoteles verklaart hoe de pythagoreërs de theorie van Anaximander over het apeiron en het peiron verder ontwikkelden:
"...want zij [pythagoreeërs] zeggen duidelijk dat toen het ene geconstrueerd was, uit de vlakten of uit oppervlakten, of uit zaden of uit elementen die zij niet kunnen beschrijven, onmiddellijk het meest nabije deel van het onbegrensde dichterbij getrokken werd en begrensd werd door de limiet."
Hij vervolgt zijn uiteenzetting met:
"De pythagoreeërs stelden bovendien dat leegte bestaat en dat ze de hemel binnendringt vanuit de onbeperkte adem - het ademt als het ware leegte in. De leegte onderscheidt de naturen van de dingen, aangezien ze datgene is dat de opeenvolgende termen in een reeks scheidt en onderscheidt. Dit gebeurt in eerste instantie voor de getallen; aangezien de leegte hun natuur onderscheidt."
Wanneer het apeiron wordt ingeademd door het peiron zorgt het voor scheiding, wat ook lijkt in te houden dat het de opeenvolgende termen in een reeks scheidt en onderscheidt. In plaats van een ongedifferentieerd geheel hebben we een levend geheel van onderling verbonden delen die door een 'leegte' zijn gescheiden. Deze 'inademing' van het apeiron is meteen ook wat de wereld wiskundig maakt, aangezien het aantoont dat getallen en de realiteit op basis van hetzelfde principe zijn samengesteld: zowel het continuüm van getallen, dat uit een reeks van opeenvolgende termen bestaat, gescheiden door leegte, als het domein van de werkelijkheid, de kosmos, zijn een samenspel van vorm en leegheid, apeiron en peiron. Wat deze theorie wezenlijk onderscheidt van de oorspronkelijke theorie van Anaximander is dat dit samenspel van apeiron en peiron op een harmonieuze wijze moet gebeuren.

### Vergelijking met de muziek
Hier geeft Stobaeus het volgende commentaar bij:
"Over de natuur en de harmonie hebben zij het volgende standpunt. Het zijn van de dingen, zijnde uitwendig, en de natuur zelf, geven blijk van goddelijke, niet menselijke, kennis - behalve dat het niet mogelijk was voor eender welk van de dingen die bestaan en bij ons bekend zijn dat ze in het bestaan zijn gekomen zonder dat er een essentie van deze dingen zou bestaan van waaruit het universum was opgebouwd, namelijk het bepaalde en het onbepaalde. En aangezien deze principes noch gelijkend, noch als van dezelfde soort bestonden, zou het onmogelijk geweest zijn voor hen om geordend in het universum te bestaan mocht de harmonie niet zijn tussengekomen - op welke wijze dan ook het in het bestaan kwam. Dingen die gelijken waren en tot dezelfde soort behoren hebben geen nood aan harmonie, maar de dingen die ongelijkend en niet van dezelfde soort waren en van verschillende orde - daarvoor was het nodig dat ze gekoppeld werden door de harmonie, als ze in een geordend universum samen gehouden moeten worden."
Een muzikale toon veronderstelt een oneindig continuüm van toonhoogten, die op een of andere manier moeten worden beperkt opdat er een toon uit voortkomt. Het punt hierbij: het telt welke reeks van beperkende principes volstaat. We kunnen niet willekeurig toonhoogtes kiezen en daaruit een toon produceren die muzikaal goed klinkt. De diatonische toon, ook bekend als de pythagoreïsche toon, is zodanig opgesteld dat de verhouding van de hoogste tot de laagste toon 2:1 is, wat een interval van één octaaf voortbrengt. Dit octaaf is op zijn beurt in een vijfde en een vierde onder te delen, die respectievelijk de verhoudingen 3:2 en 4:3 hebben en die, wanneer opgeteld, weer een octaaf vormen. Ten slotte kan de vijfde ook weer in drie volledige tonen worden verdeeld, die elk overeenkomen met de verhouding 9:8 en een rest van 256:243. De vierde kan in twee volledige tonen worden verdeeld met dezelfde rest. Dit is een goed voorbeeld van een concrete toepassing van Philolaus' denken. In de termen van Philolaus betreft het samenvoegen van limiterende principes en ongelimiteerde gegevenheden combinaties in overeenstemming van verhoudingen van getallen. Dit vormt volgens hem de harmonie, harmonia. Op soortgelijke wijze zijn ook de kosmos en de concrete dingen in deze kosmos niet voortgekomen uit een toevallige combinatie van limiterende of begrenzende principes en onbegrensde gegevenheden, maar moeten de limiterende principes en de onbegrensdheden noodzakelijk op een harmonieuze wijze worden samengebracht opdat er een ordening tot stand komt.
Deze leer werd door Philolaus' leerling Archytas vastgelegd in een werk dat verloren is gegaan: Over Harmonie of Over Mathematica. De opvattingen uit deze theorie hebben ongetwijfeld ook Plato beïnvloed. Plato's leerling Aristoteles maakte in zijn Metafysica een onderscheid tussen de pythagoreërs en pseudo-pythagoreërs. Hij beschreef ook de Lijst van tegenstellingen, en vermeldde dat de lijst waarschijnlijk aan Alcmaeon moet worden toegeschreven, die gezondheid definieerde als een harmonieuze staat van elementen in het lichaam. Alcmaeon was een arts in de vroege 5e eeuw v.Chr. van de medische school in Crotona
Na aanvallen op de verzamelplaatsen van de pythagoreërs verspreidde de groep zich, maar ze hergroepeerde zich uiteindelijk in Tarentum, ook een plaats in Magna Graecia in Zuid-Italië. Een verzameling van pythagoreïsche geschriften handelend over ethiek, gebundeld door Taylor, toont een creatief antwoord op al deze problemen.
De erfenis van Pythagoras, Socrates en Plato werd overgenomen door de traditie van wijsheid van de gehelleniseerde Joden uit Alexandrië, op grond van de bewering dat hun leer was afgeleid van die van Mozes. Via Philo van Alexandrië leefde de pythagoreïsche traditie in de middeleeuwse cultuur voort. De idee was dat groepen van dingen met hetzelfde aantal in relatie tot elkaar staan of in onderlinge overeenstemming zijn. Deze idee heeft ook Hegel beïnvloed bij diens concept van interne relaties.

## Pythagoreïsche ascese
Zoals andere filosofische stromingen stonden de pythagoreeërs voor beheersing van de begeerten en daarmee ook voor een eenvoudige en ascetische levenswijze. Dat ze elke luxe afwezen – verfijnde kleding inbegrepen – volgde uit hun streven de juiste maat te houden en zo een harmonie te bewerkstelligen. Dit hield verband met hun theorie dat de ware natuur van de dingen in de getallen vastligt en met hun ideeën over de overdracht van de ziel.
Pythagoreërs stonden er in de antieke wereld om bekend dat zij niet offeren en geen  vlees aten. 'Pythagoreeër' werd hierdoor tot omstreeks het jaar 1842 de meest gebruikte naam voor vegetariërs, toen het door dat woord werd vervangen. De "onthouding van bezielden" was een kernbestanddeel van het pythagorisme. De omschrijving wijst op de ethische en religieuze wortel van het pythagorische vegetarisme. Het hing samen met de overtuiging dat de zielen van mensen en dieren niet essentieel verschillen en dat men dieren dus met respect moet behandelen. Verschillende legenden over pythagoreeërs die met dieren konden spreken, getuigen ervan dat ze dicht bij de dierenwereld stonden. Dat ze naast het eten ook het offeren van dieren verwierpen, was sociaal problematisch in een maatschappij waarin deelname aan die offers en de aansluitende offermaaltijden tot de belangrijkste gemeenschapsvormende gebruiken behoorde. Pythagoreeërs die politiek actief wilden zijn, moesten waken over hun aanzien bij hun medeburgers en konden kennelijk dispensatie van het verbod bekomen. Het vegetarisme was dus niet absoluut binnen de stroming.
Een streng taboe was gericht tegen de consumptie van tuinbonen. De reden hiervoor was al in de oudheid een raadsel, waarover druk werd gespeculeerd. Er werd gezegd dat vanwege de erfelijke enzymziekte favisme het nuttigen ervan gevaarlijk kon zijn, maar men denkt meestal dat het om een religieus taboe ging. Een bonenplant mocht zelfs niet aangeraakt worden. Het gaf aanleiding tot verhalen over vluchtende pythagoreeërs die zich liever lieten inhalen en doden dan een bonenveld te doorkruisen.
De pythagoreeërs voerden zuiveringsriten uit en leefden volgens diverse regels, waarvan zij geloofden dat het voor hun ziel mogelijk zou worden om een hoge rang onder de goden te verwerven. Veel elementen van hun mystiek lijken overeen te komen met de orfische traditie. Het orfisme bevatte eveneens diverse zuiveringsrituelen en voorbereidingsrituelen op de afdaling in de onderwereld. Naast de link met het orfisme wordt Pythagoras ook in verband gebracht met Pherecydes van Syros, die het idee van de overdracht van de ziel zou hebben geïntroduceerd en als de leermeester van Pythagoras werd beschouwd.

## Broederschap
De pythagoreïsche filosofen vormden een besloten gemeenschap. Desondanks zou Pythagoras veel volgelingen hebben gehad. Dankzij een lijst van Iamblichos zijn er van tweehonderd van hen de naam en de vermoedelijke woonplaats bekend. Opmerkelijk in deze lijst is dat er minstens vijftien vrouwen in voorkomen, die tot de kring rond Pythagoras zouden hebben behoord. Op verschillende plaatsen kreeg de religieuze orde van de pythagoreeërs ook de politieke controle over de stadstaat en werd er door heiligen geregeerd.
Verder zijn er levensregels van deze religieuze orde bekend. Enkele van deze regels waren:
1. Zich onthouden van bonen.
2. Niet oprapen wat gevallen is.
3. Geen witte haan aanraken.
4. Brood niet breken.
5. Niet over gekruiste balken stappen.
6. Vuur niet oppoken met ijzer.
7. Niet eten van een heel brood.
8. Geen bloemenslingers maken.
9. Niet op een kwartmaat zitten.
10. Geen hart eten.
11. Niet over hoofdwegen wandelen.
12. Niet toelaten dat er zwaluwen onder uw dak een nest hebben.
13. Wanneer een pot van het vuur wordt genomen, de afdruk in de assen niet laten liggen maar terug bij elkaar roeren.
14. Niet in een spiegel kijken waar een lamp naast staat.
15. Bij het opstaan uit het bed het beddengoed bij elkaar rollen en de afdruk van het lichaam effenen.

## Invloed
- Luitmaker en -speler Vincenzo Galilei, de vader van Galileo Galilei, moet van het idee van de pythagoreërs dat getallen en harmonische geluiden in de muziek innig met elkaar zijn verbonden, op de hoogte zijn geweest. Waarschijnlijk door het pythagorisme beïnvloed ontdekte Vincenzo een nieuwe wiskundige relatie tussen snaarspanning en toonhoogte, droeg hij aan het idee bij dat de muziek en het geluid van muziekinstrumenten mathematisch kunnen worden gemeten en beschreven. Dit zou tot het inzicht van zijn zoon Galileo hebben bijgedragen, dat 'alle' fysische verschijnselen met wiskunde kunnen worden beschreven, maar  meer bepaald in fysische wetmatigheden. Daarmee leverde hij een belangrijke bijdrage aan de moderne natuurkunde.
- De pythagoreïsche kosmologie inspireerde ook de Arabische gnosticus Monoimus om dit systeem te combineren met een monisme en andere elementen om zo tot zijn eigen kosmologie te komen.
- Het pentagram, een vijfhoekige ster, was een belangrijk religieus symbool dat door de pythagoreërs werd gebruikt.
- Het woord 'vegetariër' werd in 1847 in Engeland ingevoerd, toen de Vegetarian Society werd opgericht. Voorheen waren vegetariërs bekend onder de naam 'Pythagoreërs'.